# Plošná kompozice
Plošná kompozice se zabývá skladbou plošných prvků do dané plochy při vytváření různých plošných výtvarných děl, mezi která patří malby, grafika, lepta, rytina, mozaika, plakátová tvorba, vitráž nebo návrhy dlažeb, koberců apod.
Kompoziční prvky jsou plochy různých geometrických tvarů, figurálních kreseb, stylizovaných rostlinných motivů či abstraktních tvarů. Jejich kompozice je dána plochami všelijakých barev a materiálů.

## Kompozice
- Hmotová kompozice
- Prostorová kompozice